# Saison 1933-1934 de l'AS Monaco FC
Chronologie
Saison suivante
La saison 1933-1934 est la première saison professionnelle de l'AS Monaco, qui évolue dans la poule sud du premier championnat de Division 2. 

## Effectif et staff
L'équipe a pour entraîneurs les Hongrois Szanislo et Szentmiklossy qui ont la particularité d'être aussi joueurs. Le capitaine est Pierre Cazal. 

## Championnat
L'AS Monaco évolue dans la poule sud du Championnat de France de football D2 1933-1934. Le club, qui dispute sa première saison professionnelle, est relégué à la fin de la saison pour des raisons financières. L'AS Monaco ne retrouvera pas le football professionnel avant la saison 1948-1949. À l'époque, une victoire rapporte deux points, un match nul un point et une défaite zéro point.
| Rang | Équipe               | Pts     | J       | G       | N       | P       | Bp      | Bc      | Diff    |
| ---- | -------------------- | ------- | ------- | ------- | ------- | ------- | ------- | ------- | ------- |
| 1    | Olympique d'Alès     | 21      | 14      | 10      | 1       | 3       | 38      | 19      | 2       |
| 2    | AS Saint-Étienne     | 19      | 14      | 9       | 1       | 4       | 25      | 16      | 1,563   |
| 3    | AS Monaco            | 17      | 14      | 7       | 3       | 4       | 40      | 31      | 1,29    |
| 4    | CDE Bordeaux         | 15      | 14      | 7       | 1       | 6       | 38      | 38      | 1       |
| 5    | Hyères Football Club | 13      | 14      | 6       | 1       | 7       | 15      | 21      | 0,714   |
| 6    | SO Béziers           | 11      | 14      | 4       | 3       | 7       | 31      | 39      | 0,795   |
| 7    | SCB Bordeaux         | 9       | 14      | 4       | 1       | 9       | 21      | 29      | 0,724   |
| 8    | FC Lyon              | 7       | 14      | 2       | 3       | 9       | 21      | 36      | 0,583   |
| 9    | FAC Nice             | Forfait | Forfait | Forfait | Forfait | Forfait | Forfait | Forfait | Forfait |